# Emperor
Az Emperor egy 1991-ben alakult norvég black metal együttes. A műfaj egyik legelismertebb és az egyik legnagyobb hatású zenekara, a szimfonikus black metal stílus többek között tőlük eredeztethető.

## Pályafutás
A zenekart Ihsahn és Samoth alapította. Ők egy notoddeni bluesfesztiválon ismerkedtek meg, és eldöntötték, hogy zenekart alapítanak. Ebből lett a Thou Shalt Suffer, mely az Emperor közvetlen elődjének tekinthető. Ez a zenekar még a kornak megfelelő technikás death metalt játszott. 1991-ben az Emperor a Thou Shalt Suffer mellékprojektjeként indult. Samoth és Ihsahn ekkoriban kezdte beleásni magát a Bathory, a Celtic Frost és a Mayhem világába. Végül Euronymous és az akkori norvég underground black metal mozgalom hatására a death metal helyett a black metal felé fordultak. Eleinte nem találták a megfelelő dobost, így az 1992-es Wrath of the Tyrant demón még Samoth dobolt. Az anyag alapján felfigyelt rájuk az akkor még új Candlelight kiadó. Ezután Samoth áttért gitárra, a dobok mögé pedig Bård Faust került. A basszusgitáros személye ekkortájt Mortiis volt. Ez a felállás rögzítette az Enslaved zenekarral közösen kiadott Hordanes Land anyagát. Nem sokkal ezután Mortiis távozott és Svédországban telepedett le. Ő azért lépett ki a zenekarból mert nem bírta az akkortájt erősen dúló botrányokat a black metal körül, valamint társaival is másképp látta a dolgokat. Ezt követően egy ambient projektet kezdett. Az ő nevéhez fűződik az egyik legismertebb Emperor-szám, a Cosmic Keys To My Creations and Times. Mortiis helyére Tchort került. 1993-ban nekiláttak első teljes anyaguk, az In the Nightside Eclipse felvételének, ami 1994-ben jelent meg. A lemez a korai egyenes vonalú zajos és nyers hangzású black metal helyett iránymódosítást jelzett. A szimfonikus betétek alkalmazása, a tiszta de brutális hangzás már egy kiforrott hangú zenekart mutatott, mely újszerű tálalásban kínálta a black metalt. Kiadását követően két tag is börtönbe került. Rövid időre Samoth, aki aktívan részt vett templomgyújtogatásokban, és hosszú évekre Faust, aki megölt egy homoszexuálist Lillehammerben.
Még Samoth börtönbe vonulása előtt Alver lett az új basszusgitáros, emellett, hogy ne essen szét a zenekar, bevettek egy session dobost Trym személyében, aki korábban az Enslaved tagja volt.
1996 tájékán stabilizálódott a zenekar helyzete és felállása. Megjelent a Reverence című EP-jük, mely az Anthems To The Welkin At Dusk lemezük előfutára lett. Tovább erősödött a klasszikus jelleg, de még gyorsabbak lettek. Sokan tartják ezt a lemezt kreativitásuk csúcspontjának. Az egyre sikeresebb zenekar ezután trióvá apadt (Ihsahn, Samoth, Trym). A basszusgitárt és a billentyűsöket is Ihsahn kezelte innentől a gitár mellett. A következő lemez, a IX Equilibrium 1999-ben jelent meg. A lemez folytatta a megkezdett utat, a szimfonikus hatások szinte operaivá duzzadtak. A lemezen érezhető volt, hogy a zenekar stílusa kezd minél behatárolhatatlanabbá válni. Az albumot Európában és az Amerikai Egyesült Államokban is megturnéztatták. A körútról született a Emperial Live Ceremony koncertlemez.
Ezt követően egyre erősebb lett a művészi széttartás a zenekar magján belül. Míg Ihsahn a csapat kísérletezősebb, progresszívebb irányát favorizálta, addig Samoth a zsigeribb, durvább megoldások híve volt. Végül Ihsahn létrehozta a Peccatum, majd később Ihsahn néven szólóprojektjét, melyben kiélhette avantgarde jellegű ötleteit. Még 2001-ben elkészítették az eddigi utolsó nagylemezüket a Prometheus: The Discipline of fire & Demise-t, amin már teljes mértékben Ihsahn elképzelései hallhatóak. A megjelenése után feloszlatták magukat. Ennek oka a zenei ellentétek mellett, Ihsahn volt, aki nem akart többé turnézni. 2003-ban kiadtak egy 2 CD-s válogatást Scattered Ashes: A Decade of Emperial Wrath címmel. 
Trym és Samoth a ’90-es évek közepén életre keltett Zyklon-B projekt (többek közt Ihsahnnal és Frosttal) jogutódjának tekinthető Zyklon nevű death metal zenekarával ténykedik, míg Ihsahn a feleségével közösen üzemeltetett Peccatumban zenél, de emellett már két szólólemezt is kiadott. De mivel a tagok befejezetlennek érezték a zenekar pályáját, ezért 2005-ben újjáalakultak pár fellépés erejéig. A legnagyobb volumenű koncertet a 2006-os Wacken Open Air fesztiválon adták, ahol ők voltak az utolsó nap főzenekara. A koncertről felvétel is készült (CD-n és DVD-n) Live at Wacken Open Air 2006 'A Night of Emperial Wrath' címmel.

## Tagok

### Végső felállás
- Ihsahn (Vegard Sverre Tveitan) - ének, gitár, basszusgitár, billentyűs hangszerek (1991–2001, 2005–2007, 2013–2014)
- Samoth (Tomas Haugen) - gitár, basszusgitár, dob, vokál (1991–2001, 2005–2007, 2013–2014)
- Faust (Bård Eithun) - dob (1992–1993, 2013–2014)

### Koncerttagok
- Vidar "Ildjarn" Vaaer – basszusgitár (1993)
- Steinar "Sverd" Johnsen – billentyűsök (1994–1995)
- Joachim "Charmand Grimloch" Rygg – billentyűsök (1996–1999)
- Jan Erik "Tyr" Torgersen – (1998–1999)
- Trym Torson (Kai Johnny Mosaker) – dob (1996–2001, 2005–2007, 2013–2014)
- Secthdamon (Tony Ingebrigtsen) – basszusgitár (2005–2007, 2013–2014)
- Einar Solberg – billentyűsök (2005–2007, 2013–2014)

### Korábbi tagok
- Mortiis (Håvard Ellefsen) - basszusgitár (1991–1992)
- Tchort (Terje Schei) - basszusgitár (1993–1994)
- Alver (Jonas Alver) - basszusgitár (1995–1998)

## Diszkográfia

### Nagylemezek
- In the Nightside Eclipse (1994)
- Anthems to the Welkin at Dusk (1997)
- IX Equilibrium (1999)
- Prometheus: The Discipline of Fire and Demise (2001)

### Koncertlemezek
- Emperial Live Cerenomy (2000)
- Live Inferno (2009)

### Válogatásalbumok
- Emperial Vinyl Presentation (2001)
- Scattered Ashes: A Decade of Emperial Wrath (2003)

### EP-k
- Wrath of the Tyrant (1992)
- Emperor (1993)
- As the Shadows Rise (1994)
- Reverence (1996)